# Златари
Злата́ри (болг. Златари) — село в Ямбольській області Болгарії. Входить до складу общини Тунджа.

## Населення
За даними перепису населення 2011 року у селі проживали 176 осіб.
Національний склад населення села:
| Національність   | Кількість осіб | Відсоток |
| ---------------- | -------------- | -------- |
| болгари          | 163            | 97,0%    |
| турки            | 0              | 0%       |
| інша             | 3              | 1,8%     |
| Всього відповіли | 168            |          |

Розподіл населення за віком у 2011 році:
Динаміка населення: